# 關東橋
關東橋，是臺灣新竹市東區最東端的一個聚落，範圍包括光復路以北的新莊里、關東里、關新里，以及以南的金山里、仙水里與科園里的一部分。該地曾是中華民國陸軍步兵第206師「威武部隊」（陸軍新兵訓練中心）篤行營區所在地，因而以「血濺車籠埔，淚灑關東橋，魂斷金六結，命喪成功嶺」聞名。如今聚落仍在原處，篤行營區則於2001年11月17日轉與國科會，成為新竹科學園區的一部分。
曾經是新竹地區風光一時的「介壽堂戲院」（建於1960年），且為早年當地的重要地標，然而在1990年左右夷為平地，並於1998年於同址改建了老爺大酒店。

## 詞源
「關東橋」原指光復路跨越新竹縣、市界河柯子湖溪之橋梁；該橋最初為架設輕軌所建木橋，並命名於1908年架設新竹與樹杞林（今竹東鎮）之間的輕便軌道時。該橋與位於今仙水里小坑溝上的「關西橋」相對，但為何以關東、關西命名已不可考。

## 歷史
昔日，關東橋北部地區屬於竹北一堡柴梳山庄，其主要聚落位於新庄仔（今新莊路、關東路路口一帶）；南部地區則屬於同堡之金山面庄，其主要聚落位於金山面（今力行路、介壽路口一帶），兩者相距甚遠；而今日光復路兩側直到20世紀初期仍未形成聚落。
由於此地地面係由南向北傾斜，以致關東橋聚落發展初期集中在地勢較高的軌道南側。直到1936年，軌道北側才有一家製陶工廠與一家油車（榨油工廠）分別設立在車站之西側與東側。
戰後，輕便軌道原址改建為今光復路。由於北側的關東里地區發展較晚，空地較多，因此市場、學校等公共設施均集中於此。

## 周邊地標
- 新竹科學園區
- 金山面公園
- 國立新竹科學園區實驗高級中等學校
- 新竹市私立世界高級中學
- 新竹市立新科國民中學
- 新竹市立關東國民小學
- 新竹市立科園國民小學